# Divisópolis
Divisópolis – miasto i gmina w Brazylii, w stanie Minas Gerais. Nazwa gminy wynika z faktu, że leży on na granicy Minas Gerais ze stanem Bahia. Głównym źródłem utrzymania gminy jest rolnictwo.